# Wálter Guevara Arze
Wálter Guevara Arze (* 11. März 1912 in Ayopaya, Cochabamba; † 20. Juni 1996 in La Paz) war ein bolivianischer Wirtschaftswissenschaftler und Politiker (erst Movimiento Nacionalista Revolucionario, dann Partido Revolucionario Auténtico). In der kurzen Übergangsperiode vom 8. August 1979 bis 1. November 1979 war er bolivianischer Staatspräsident.

## Leben
Walter Guevara Arze stammte aus einem kleinen Ort bei der Universitätsstadt Cochabamba, südöstlich von La Paz.
In Cochabamba besuchte er die Schule und studierte anschließend Rechtswissenschaften an den Universitäten San Simón in Cochabamba und San Andrés in La Paz. Er absolvierte ein VWL-Studium in den USA. Er arbeitete als Professor für Wirtschaftswissenschaften an der Universität von La Paz und war später Professor für Internationales Recht an der Universität Cochabamba. Längere Zeit war er auch Präsident der bolivianischen Zentralbank und 1943 Generalsekretär der Präsidentschaft.
In der bolivianischen Politik trat Guevara als einer der Gründer des bis heute existierenden Movimiento Nacionalista Revolucionario (MNR) ein. 1952 führte die MNR tiefgreifende Reformen  mit einem großen sozialen und wirtschaftlichen Wandel in Bolivien herbei. Die MNR forderte die Verstaatlichung der Zinnbergwerke, eine Agrarreform und die Integrierung der Indigenen Bevölkerung in das politische und wirtschaftliche Leben des Landes.
Guevara war mehrmals Abgeordneter und Senator. Er war Botschafter Boliviens  in Frankreich, Venezuela und bei den Vereinten Nationen. Er diente in verschiedenen Ressorts als Minister, unter anderem als Innenminister. Vom 8. August 1979 bis 1. November 1979 war er bolivianischer Staatspräsident. Er war für ein Jahr gewählt, wurde aber in einem Militärputsch von Alberto Natusch Busch gestürzt.
Guevara Arze veröffentlichte im Rahmen eines Literaturwettbewerbs 1973 eine Erzählung.

## Ehrungen
- 1954: Großkreuz des Verdienstordens der Italienischen Republik
- 1955: Großkreuz des Verdienstordens der Bundesrepublik Deutschland